# Lodewijk August van Saksen-Coburg en Gotha

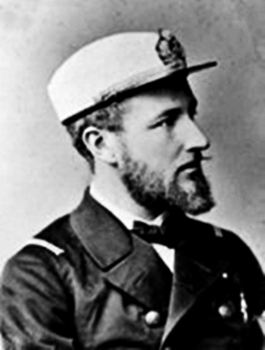
Lodewijk August, prins van Saksen-Coburg en Gotha (19e eeuw)

Lodewijk August Maria Odo van Saksen-Coburg-Gotha (Parijs (Frankrijk), 8 augustus 1845 – Karlsbad (Tsjechië), 14 september 1907), prins van Saksen-Coburg en Gotha, was een zoon van August van Saksen-Coburg en Gotha en Clementine van Orléans. 

## Huwelijk
Hij trad op 15 december 1864 te  Rio de Janeiro in het huwelijk met prinses Leopoldine van Bragança, een dochter van keizer Peter II van Brazilië. Lodewijk August maakte carrière in het leger van Brazilië en behaalde uiteindelijk de rang van admiraal. Leopoldine stierf in 1871 op 23-jarige leeftijd. Lodewijk August en Leopoldine kregen vier kinderen:
- Peter Augustus (Pedro Augusto) (19 maart 1866 – 6 juli 1934), prins van Brazilië en van Saksen-Coburg en Gotha
- Augustus Leopold (Augusto Leopoldo) (6 december 1867 – 11 oktober 1922), prins van Brazilië en van Saksen-Coburg en Gotha. Gehuwd met prinses Caroline Marie van Oostenrijk, een kleindochter van groothertog Leopold II van Toscane en van koning Ferdinand II der Beide Siciliën
- Jozef (José) (21 mei 1869 – 13 augustus 1888), prins van Saksen-Coburg en Gotha. Op jonge leeftijd gestorven
- Lodewijk Gaston (Luís Gastão) (15 september 1870 – 23 januari 1942), prins van Saksen-Coburg en Gotha. Gehuwd met prinses Mathilde van Beieren, dochter van koning Lodewijk III van Beieren, en na haar dood met gravin Maria Anna van Trauttmannsdorf-Weinsberg